# I. e. 55
Évszázadok: i. e. 2. század – i. e. 1. század – 1. század
Évtizedek: i. e. 100-as évek – i. e. 90-es évek – i. e. 80-as évek – i. e. 70-es évek – i. e. 60-as évek – i. e. 50-es évek – i. e. 40-es évek – i. e. 30-as évek – i. e. 20-as évek – i. e. 10-es évek – i. e. 1-es évek
Évek: i. e. 60 – i. e. 59 – i. e. 58 – i. e. 57 –  i. e. 56 – i. e. 55 – i. e. 54 – i. e. 53 – i. e. 52 – i. e. 51 – i. e. 50

## Események

### Róma
- Cnaeus Pompeius Magnust (másodszor) és Marcus Licinius Crassust (másodszor) választják consulnak. A consulválasztás nem zajlik le erőszak nélkül; a velük vetélkedő Lucius Domitius Ahenobarbust Pompeius emberei nem engedik a Forumra, kísérőit szétkergetik, fáklyavivőjét megölik. Az aedilisválasztáson is verekedés tör ki, több embert megölnek. A közelben álló Pompeius ruhája is véres lesz; amikor hazamegy terhes felesége úgy megijed, hogy elvetél.
- Caius Trebonius néptribunus kezdeményezésére törvényt hoznak, amely Crassusnak juttatja Syria provincia kormányzását (Crassus a pártusok ellen akar háborút indítani), Pompeius pedig Hispania Citerior és Hispania Ulterior tartományokat kapja.
- A gall háborúban a kelta usipetes és tencteri törzsek (melyek a szvébek nyomása miatt átkeltek a Rajnán) letelepedést kérnek Galliában, de Caesar ezt megtagadja. A kelták mintegy 800 fős lovascsapata szétkergeti a rómaiak gall szövetségeseinek ötezres seregét, mire Caesar megtámadja a táborukat és válogatás nélkül lemészárolja őket, beleértve a nőket és gyerekeket is. Állítása szerint 430 ezer embert gyilkoltat le.
- Caesar ezt követően látványos, de stratégiailag nem szükséges hadmozdulatokat hajt végre: hidat veret a Rajnán és a rómaiak közül elsőként vezet támadást a folyón túlra. Néhány napos fosztogatás után visszavonul és felégeti a hidat. Augusztus végén két légióval átkel Britanniába (szintén először Róma történetében), de a britonok erős sereggel várnak rá és nem hagyják partra szállni. A rossz időjárás ellenére északabbra hajózik és végül sikerül kicsikarnia a partraszállást. A britonok támadását visszaveri, de mivel lovasságát nem tudta áthozni és erői kevésnek bizonyultak, visszavonul Galliába.
- Caesar visszatér Rómába, ahol hősként ünneplik. A szenátus húsz napos hálaadást rendel el a tiszteletére.
- Rómában elkészül az első kőszínház, a Pompeius teátruma (Theatrum Pompeii).

### Pártus Birodalom
- II. Oródész fellázad és elűzi a trónról bátyját, IV. Mithridatészt. Mithridatész Syriába menekül, ahol Aulus Gabinius helytartó a támogatásáról biztosítja. Elkíséri az Eufráteszig, de ezután az egyiptomi hadjárat miatt inkább délnek fordul. Mithridatész zsoldosaival elfoglalja Mezopotámiát.

### Egyiptom
- A trónról korábban elűzött XII. Ptolemaiosz egyiptomi fáraó 10 ezer talentumot fizet Aulus Gabinius syriai helytartónak, hogy segítsen visszaszerezni országát. A rómaiak legyőzik az egyiptomi határvédő csapatokat és elfoglalják Alexandriát. Ptolemaiosz visszanyeri uralmát és lefejezteti trónbitorló lányát, IV. Berenikét.
- Gabinius távollétében II. Arisztobulosz volt júdeai király fia, Alexandrosz újabb lázadást robbant ki és elűzi II. Hürkanosz jeruzsálemi főpapot. Gabinius visszatér Júdeába, a Tabor-hegynél szétveri Alexandrosz csapatait, visszahelyezi tisztségébe Hürkanoszt és öt adminisztratív körzetre osztja fel Júdeát (Jerusalem, Amathus, Jericho, Sepphoris és Gadara).  .

### Balkán
- Burebista dák király megkezdi a fekete-tengeri görög gyarmatvárosok elfoglalását Olbiától egészen Apolloniáig.

### Örményország
- 85 éves korában meghal Nagy Tigranész. Utóda fia, II. Artavazdész.

## Halálozások
- IV. Bereniké Epiphaneia, egyiptomi királynő
- II. Tigranész örmény király
- Lucretius, római költő és filozófus

## Fordítás
- Ez a szócikk részben vagy egészben  a(z)   55 av. J.-C. című francia Wikipédia-szócikk ezen változatának fordításán alapul.  Az eredeti cikk szerkesztőit annak laptörténete sorolja fel. Ez a jelzés csupán a megfogalmazás eredetét és a szerzői jogokat jelzi, nem szolgál a cikkben szereplő információk forrásmegjelöléseként.